# Le Plaisir
Le Plaisir (titulada El placer en España) es una película francesa de 1952 dirigida y escrita por el director alemán Max Ophüls, adaptando tres relatos cortos del escritor Guy de Maupassant, titulados La máscara (Le Masque, 1889), La casa Tellier (La Maison Tellier, 1881) y La modelo (Le Modèle, 1883). La película está protagonizada por Claude Dauphin, Jean Galland, Gaby Morlay, Madeleine Renaud, Daniel Gélin, Danielle Darrieux, Simone Simon y Jean Gabin.
Le Plaisir pertenece a un grupo de películas que fueron filmadas por Ophüls tras la Segunda Guerra Mundial y su regreso a Francia, entre las que se encontraban además La Ronde, Madame de... y Lola Montes. Esta serie de películas fueron sus últimas obras como director, y están consideradas como sus trabajos más maduros y prestigiosos.
La película fue candidata a los Premios Óscar, en la categoría de Mejor dirección de arte — Blanco y negro.

## Los relatos

### La máscara(Le Masque)
Reparto
- Claude Dauphin como el doctor.
- Gaby Morlay como Denise, la mujer de Ambroise.
- Jean Galland como Ambroise.

Argumento
La historia se desarrolla dentro del Élysée Montmartre, una sala de espectáculos parisina ubicado en el Boulevard de Rochechouart, en el corazón del distrito de Montmartre. En ella tenía por costumbre reunirse gente de toda índole reunidos para disfrutar del placer de la danza. 
En mitad del evento aparece un hombre delgado vestido de etiqueta llamado Ambroise (Claude Dauphin), llevando consigo una máscara y una peluca que oculta su rostro. En ese momento comienza a bailar con gran esfuerzo con una bailarina de la sala, y tras bailar durante unos momentos, cae desfallecido en el suelo. Unos hombres lo recogen y se lo llevan a una habitación privada mientras los empleados de la sala buscan un médico. Rápidamente encuentran uno, el cual quiere ante todo quitarle la máscara, que estaba sujeta al cuerpo del bailarín con multitud de hilos. Una vez cortados, el médico retira la máscara, revelando que el misterioso hombre es en realidad un de edad avanzada.
Ante esta situación, el médico decide acompañar personalmente al anciano a casa, descubriendo que la esposa de este le esperaba, consciente de la salida nocturna de su marido. Después de acostar a Ambroise, la esposa explica al médico la necesidad de su marido de sentirse nuevamente joven, siendo esta la causa de usar una máscara que disfrace su edad. Describe a su marido como un hombre de éxito con las mujeres en su época juvenil y reconoce que él no la abandonó debido a su matrimonio. Aun así, Ambroise continuaba saliendo cada noche con mujeres que conocía en su trabajo como peluquero, presumiendo de sus conquistas a su vuelta a casa y provocando el llanto de su esposa. Finalmente, el doctor vuelve al Élysée Montmartre.

### La Casa Tellier(La Maison Tellier)
Reparto
- Madeleine Renaud como Julia Tellier, la madame del prostíbulo.
- Jean Gabin como Joseph Rivet, el hermano de Julia Tellier.
- Danielle Darrieux como Madame Rosa.
- Jocelyne Jany como Constance Rivet, la sobrina de Julia Tellier.

Argumento
Madame Tellier y sus pupilas emprenden un viaje en tren desde su ciudad al pequeño pueblo donde vive su hermano, Joseph Rivet. El motivo del viaje es la Primera Comunión de Constance, sobrina y ahijada de Madame Tellier. La vestimenta y apariencia del grupo impresiona por donde pasa. Al día siguiente vuelven a su ciudad como si hubieran pasado unas verdaderas vacaciones.

### La modelo(Le Modèle)
Reparto
- Jean Servais como el amigo de Jean. En la versión francesa es también el narrador de la historia.
- Daniel Gélin como Jean, el pintor.
- Simone Simon como Joséphine, la modelo.

Argumento
El pintor se enamora perdidamente de la modelo pero con el tiempo el hechizo del amor se rompe y la abandona. La modelo toma una decisión muy arriesgada para recuperarle.

### Historia descartada:La Femme de Paul
Originalmente, la tercera historia considerada para el rodaje fue La Femme de Paul,  la cual obtuvo la aprobación de la compañía de producción. Para esta historia se contrató a Daniel Gélin y Simone Simon, y se construyó un escenario de rodaje en la orilla de un río. Sin embargo, por razones financieras, la compañía productora se quedó sin dinero y canceló la producción. Más adelante una nueva compañía intervino en la producción, la cual vetó rápidamente esta historia, ya que nunca habría superado a los censores estadounidenses. Por ello, Ophuls tuvo que reescribir el guion de tal forma que no alterase la estructura de la obra, y en la que tuviesen cabida Gélin y Simon, que estaban bajo contrato, eligiendo finalmente adaptar el relato de Le Modèle.

## Estructura de la obra
Le Plaisir, al igual que la película que la precedió, La Ronde, es una película de episodios, basada en un tres historias independientes de Guy de Maupassant. La estructura de la obra es inusual en comparación con el cine convencional; las tres historias están distribuidas de forma similar a un tríptico, en el que se encuentra una historia central que ocupa más de la mitad del metraje (La Maison Tellier), flanqueada por dos historias mucho más pequeñas (Le Masque y Le Modèle).

## Temática
A través de los tres relatos se puede distinguir una clara progresión de la posición de la mujer. En el primer episodio, Le Masque, se presenta a una esposa subyugada, que se queda en casa todas las noches mientras su anciano esposo baila en el Palais de danse; es cómplice de su obsesión, incluso se muestra orgullosa de él, a pesar de vivir en un estado de servidumbre. Las mujeres del episodio intermedio, La Maison Tellier, son prostitutas en el burdel de la ciudad, que aparece como una institución social necesaria. Ejercen cierto poder sobre los hombres y se presenta el caso de Madame Rosa, que comienza a vislumbrar posibilidades más allá del burdel. Finalmente, en el tercer episodio, Le Modèle, la mujer, se enfrenta al pintor, su amante que la ha mantenido como si fuera un objeto, se rebela de la única manera que encuentra: el intento de suicidio.
En caso de que el tercer relato no hubiese sido descartado, la estructura de la obra se hubiera mantenido, ya que era una adaptación de la obra La Femme de Paul, cuyo argumento relata la historia de Paul, un joven sensible y vulnerable que viaja con su pareja para disfrutar de un fin de semana en las proximidades del río Sena y que, tras una discusión, su novia se marcha y encuentra consuelo en un grupo de lesbianas, con las que mantiene relaciones sexuales. Esto provocaría el suicidio de Paul, quien, al descubrirlo, se arroja al río.

## Producción
Le Plaisir fue producida por Édouard Harispuru, M. Kieffer y M. Ophüls para CCFC (Compagnie C.F. Cinématographique) y Stera Films. El rodaje duró casi seis meses, separado en dos periodos de tiempo, que abarcaron los periodos del 7 de junio al 18 de agosto y del 15 de octubre al 10 de noviembre de 1951.
El componente central de la película, La Maison Tellier, se filmó en su mayor parte en el bocage Virois, región natural de Francia. En 1951, Jean Valère, asistente de Ophüls, contactó con Eugène Lengliné, recién elegido alcalde de Pontécoulant, buscando varios lugares para filmar las escenas dentro de esta región, los cuales serían una granja, un campo en pendiente, una estación de tren y una iglesia en el pueblo. El alcalde se encargó de buscar las localizaciones para la película y facilitó a Ophüls las comunas de Pontécoulant, La Chapelle-Engerbold, Saint-Germain-du-Crioult y Cahan. El rodaje de la Primera Comunión no se permitió dentro de la iglesia de La Chapelle-Engerbold, cuyo interior tuvo que ser reconstruido posteriormente en un estudio.
En cuanto a los segmentos de Le Masque y Le Modèle, fueron rodados en París, concretamente en la Escuela de Bellas Artes y en platós de Franstudio (Joinville-le-Pont), Studios Eclair (Épinay-sur-Seine) y Studios Boulogne-Billancourt.

## Crítica
Jean-Luc Godard, director de cine franco-suizo y uno de los miembros más influyentes de la nouvelle vague, trabajó como crítico de cine para Cahiers du Cinéma; la película de "Le Plaisir" fue el tema de su primer artículo. Sin embargo, fue rechazado por André Bazin, uno de los fundadores de la revista. En dicho artículo, Godard comparaba el arte de Max Ophüls con el de Vasili Kandinski y Jean-Honoré Fragonard y elogiaba su estilo.
El filme ha obtenido una buena respuesta por parte de la crítica cinematográfica: la cinta obtuvo un 89% de críticas positivas en el sitio web Rotten Tomatoes, basado en un total de nueve comentarios, y con una aceptación de la audiencia de un 86%. Por otro lado, en el portal de cine y base de datos IMDb, cuenta con una puntuación de 7,7, con una valoración realizada por más de 3.000 personas.
En su edición del 20 de mayo de 1954, The New York Times hizo una reseña en su diario, señalando el trabajo perfectamente equilibrado dentro de la historia de La Maison Tellier, su espíritu de pureza perfectamente mezclado con una adecuada gentileza; además, resaltó las actuaciones de Madeleine Renaud, Danielle Darrieux y Jean Gabin.
En 2015, el crítico de cine Richard Brody publicó una reseña en The New Yorker, en la que destacaba que las adaptaciones de Ophüls coincidían con las obras originales de Maupassant, igualando su ironía cómica y su franca sensualidad.

## Premios
| Año  | Categoría                                | Candidato  | Resultado |
| ---- | ---------------------------------------- | ---------- | --------- |
| 1954 | Mejor dirección de arte — Blanco y negro | Max Ophüls | Nominado  |